# Римар, Пётр Алексеевич
Пётр Алексеевич Римар (31 марта 1939 года, село Березовка — 9 ноября 2010 года, Киев) — украинский архитектор, член Национального союза архитекторов Украины, член International Council on Monuments and Sites (ICOMOS) (Международного совета по вопросам памятников и выдающихся мест), почетный член Украинского национального комитета ICOMOS, член Украинского общества охраны памятников истории и культуры (УООПИК).

## Биография
С 1958 года по 1961 год служил в рядах Советской Армии (г. Любомль, воинская часть 19206).
С 1961 года по 1967 год был студентом Киевского государственного художественного института.
1967—1968 — архитектор Запорожского филиала института «Укргорстройпроект».
1968—1969 — старший архитектор Запорожского филиала института «Укргорстройпроект».
1969—1971 — старший архитектор АПМ-3 «КиивНДИПмистобудування».
1971—1976 — руководитель группы АПМ-3 «КиивНДИПмистобудування».
1976—1978 — главный архитектор проектов «КиивНДИПмистобудування».
1978—1981 — художник-архитектор ТПМ «Художпроект».
1981—1983 — эксперт художественно-экспертной коллегии Министерства культуры УССР.
1983—1984 — и. о. начальника управления изобразительных искусств Министерства культуры УССР.
1984—1986 — начальник управления изобразительных искусств Министерства культуры УССР.
1986—1988 — начальник отдела памятников культуры — заместитель начальника управления изобразительных искусств Министерства культуры УССР.
1988—1993 — начальник отдела памятников Главного управления технического прогресса, капитального строительства и реставрации Министерства культуры УССР [7].
1993—1995 — Начальник управления охраны историко-культурной среды — заместитель руководителя департамента пластических искусств и историко-культурного наследия Министерства культуры Украины.
1995—1998 — начальник управления культурного наследия Министерства культуры и искусств Украины.
1998—2004 — заведующий Музея исторических драгоценностей Украины Министерства культуры и искусств Украины.
2004—2007 — главный инженер Дирекции по реконструкции, реставрации и расширенного Национального художественного музея Украины Министерства культуры и туризма Украины.